# Wieże na Malcie

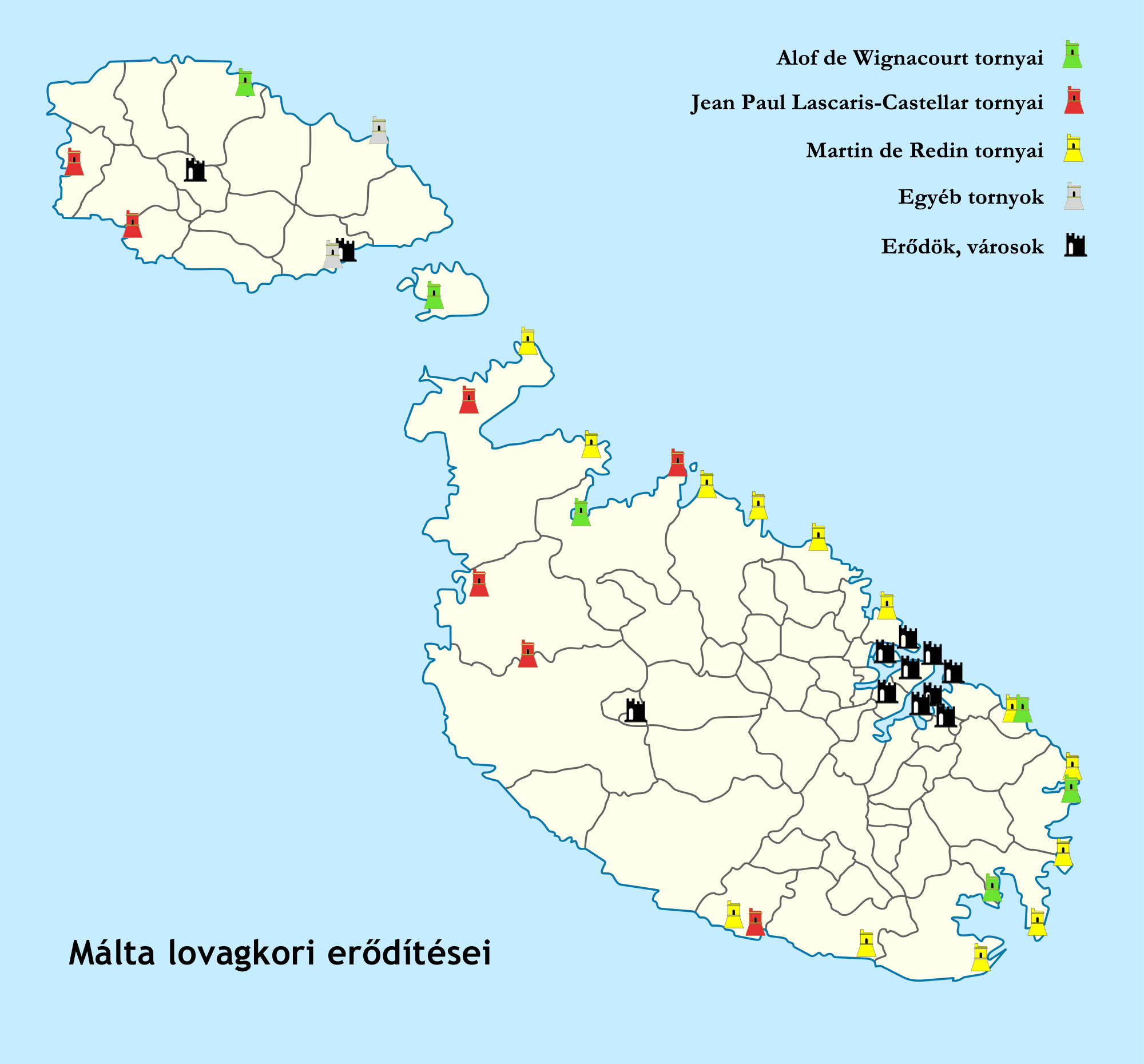
Mapka z zaznaczonym położeniem wież obserwacyjnych. Kolor zielony - wieże Wignacourta, kolor czerwony - wieże Lascarisa, kolor żółty - wieże de Redina

Na Malcie znajduje się dwadzieścia kilka historycznych umocnionych wież obserwacyjnych (strażniczych). Do głównych grup należą Wieże Wignacourta zbudowane w latach 1610–1649, Wieże Lascarisa zbudowane w latach 1637–1650 oraz Wieże de Redina zbudowane w latach 1658–1659. Większość istniejących ma status zabytku. Innymi wieżami są: Isopu Tower z 1667 roku, Mamo Tower z 1657 roku oraz wieża-reduta Vendôme Tower z 1715 roku. Na Malcie istnieją również wieże innego typu.

## Wieże Wignacourta
| Nazwa i opis | Zdjęcie | Nazwa i opis | Zdjęcie |
| --- | ------- | --- | ------- |
| Wieża św. Tomasza – została zbudowana w roku 1614 na wysuniętym cyplu w miejscowości Marsascala na zachodniej części wyspy. W latach 1715–1716 do wieży dobudowano baterię. W czasie panowania brytyjskiego na Malcie obiekt służył jako więzienie dla jeńców wojennych. Ma status zabytku |         | Wieża św. Lucjana – została zbudowana w latach 1610–1611 na wysuniętym cyplu wewnątrz zatoki Marsaxlokk. Znajduje się pomiędzy miejscowościami Marsaxlokk a Birżebbuġa. W czasach wiktoriańskich Brytyjczycy wykorzystali wieżę jako centrum jednego z fortów. Została otoczona kaponierami i stanowiła część sieci fortów broniących zatoki Marsaxlokk.                                                                                |         |
| Wieża św. Pawła – została zbudowana w 1610 roku na wysuniętym cyplu w Saint Paul’s Bay na zachodniej części zatoki Xemxija. Jest najstarszą zachowaną z wież obserwacyjnych na wybrzeżu Malty. Znajduje się w niej ekspozycja modeli fortyfikacji znajdujących się na wyspie oraz typowych dla okresu działalności obiektu w XVII–XIX wieku wyposażenia i uzbrojenia. Ma status zabytku. Wieża jest dostępna dla zwiedzających. |         | Wieża św. Marii – została zbudowana w 1618 roku. Należy do systemu fortyfikacji zapewniających obronę i komunikację pomiędzy wyspami Malta i Gozo. Wieża zbudowana jest na planie kwadratu z czterema wieżami wystającymi lekko poza obrys podstawy. Wieża ma wysokość około 12 metrów i usytuowana jest na podstawie (fundamencie) wysokim na 8 metrów ponad poziom gruntu. Mury wieży mają około 6 metrów grubości. Ma status zabytku |         |
| Wieża Marsalforn – nieistniejąca już wieża. Została zbudowana w 1616 roku na północnym brzegu wyspy Gozo. Wieża uległa zniszczeniu w 1915 roku. |         | Wieża Santa Maria delle Grazie – nieistniejąca już wieża. Została zbudowana w 1620 roku na północnym brzegu wyspy Gozo. Wieża uległa zniszczeniu w 1888 roku. Wieża znajduje się w herbie gminy Xgħajra. |         |

## Wieże Lascarisa
| Nazwa i opis | Zdjęcie | Nazwa i opis | Zdjęcie |
| --- | ------- | --- | ------- |
| Wieża Świętej Agaty, nazywana także Czerwoną Wieżą ze względu na kolor na jaki pomalowane są zewnętrzne ściany obiektu, została zbudowana w 1649 roku. Jest usytuowana w północno–zachodniej części Malty. Prowadzono z niej obserwacje obszaru pomiędzy Maltą a wyspami Comino oraz Gozo. Zbudowana jest na planie kwadratu, wieńczą ją cztery niewielkie wieżyczki na każdym z rogów. Ściany osiągają grubość 4 metrów u podstawy. |         | Wieża Xlendi – została zbudowana w 1650 roku, jest usytuowana na południowym brzegu Gozo, na przylądku Ras il-Bajjada nad zatoką Xlendi. Ma podstawę około 10 m i wysokość około 12 m. Uzbrojona była najpierw w 6 funtowe, a następnie 4 funtowe działo sygnalizacyjne. W okresie II wojny światowej służyła jako punkt obserwacyjny. |         |
| Wieża Dwejra – została zbudowana w 1652 roku, jest usytuowana na wzgórzu na zachodnim brzegu wyspy Gozo. Została zbudowana na planie kwadratu o podstawie około 36 m² i wysokości 11 m. Oryginalnie posiadała dwie kondygnacje, wejście do niej znajdowało się na piętrze i dostępne było tylko za pomocą drabiny. Sklepienie parteru jest kamienne, a pierwszego piętra drewniane. W XVIII w. została wyremontowana i dobudowano stanowisko sześciofuntowego działa. W latach 1997–1999 uległa renowacji. Obecnie wieża jest dostępna dla zwiedzających. |         | Wieża św. Jerzego – usytuowana jest w St. Julian’s. Została zbudowana w 1638 roku. W miejscu tym pierwotnie znajdował się średniowieczny posterunek obserwacyjny. Dziś znajduje się na terenie hotelowym. Zbnudowana jako wieża obserwacyjna, w czasie panowania Brytyjczyków została przerobiona na stanowisku kontroli ognia, a w czasie II wojny światowej wieża służyła jako punkt łączności radiowej. W 1997 roku została zburzona wieża kontroli ognia dodana przez Brytyjczyków, przywracając wieżę do stanu pierwotnego. |         |
| Wieża Għajn Tuffieħa – usytuowana jest na klifie w przy zatoce Golden Bay. Została zbudowana w 1637 roku na planie kwadratu o podstawie około 36 m² i wysokości 11 m. |         | Wieża Nadur – usytuowana jest na Binġemma Gap na wysokości 220 m n.p.m. Jest oddalona od morza. Została zbudowana w 1637 roku na planie kwadratu o podstawie około 36 m² i wysokości 11 m. |         |
| Wieża Qawra – usytuowana jest na półwyspie Qawra Point. Została zbudowana w 1638 roku na planie kwadratu o podstawie około 36 m² i wysokości 11 m. W latach 1715–1716 do wieży dobudowano półokrągłą baterię nadbrzeżną artylerii, natomiast podczas II wojny światowej baterię wzmocniono i dobudowano dwa stanowiska ogniowe. Obecnie wieża z baterią znajdują się w rękach prywatnych. Mieści się w nich restauracja, basen oraz pomieszczenia mieszkalne. Jest położona niedaleko Malta National Aquarium.                                            |         | Wieża Sciuta – usytuowana jest w gminie Qrendi. Została zbudowana w 1638 roku. Przez wiele lat służyła jako posterunek lokalnej policji. Na dachu wieży wciąż znajduje się oryginalne działo, datowane na czasy rządów Zakonu Maltańskiego. Od 2013 roku prowadzone są prace konserwatorskie, planowane jest otworzenie wieży dla zwiedzających. |         |
| Wieża Ta’ Lippija – usytuowana jest w gminie Mġarr, na nadbrzeżnym paśmie wzgórza Wardija Ridge i strzeże wejścia do zatoki Gnejna Bay. Została zbudowana w 1637 roku. |         | Wieża Blat Mogħża – nieistniejąca już wieża, która została zbudowana w 1637 roku w Mġarr. Zawaliła się w 1730 roku. |         |

## Wieże de Redina
| Nazwa i opis | Zdjęcie | Nazwa i opis | Zdjęcie |
| --- | ------- | --- | ------- |
| Wieża Għallis – usytuowana jest na przylądku Ras il-Ghallis, na północnym brzegu Malty, w gminie Naxxar. Została zbudowana w 1658 roku. Wieża ma wysokość 12 metrów. Została odrestaurowana w 1996 roku. |         | Wieża Għajn Ħadid – usytuowana jest na klifie Għajn Ħadid Cliffs w Mellieħa. Została zbudowana w 1658 roku. W 1856 roku wieża uległa poważnym uszkodzeniom w wyniku trzęsienia ziemi, jakie wtedy nawiedziło Maltę. Zniszczeniu uległo piętro i stanowisko sześciofuntowego działa. |         |
| Wieża św. Marka – usytuowana jest na klifie Għajn Ħadid Cliffs w Naxxar. Została zbudowana w 1659 roku. Wieża ma wysokość 12 metrów. Została odrestaurowana w latach 1997–1998.                          |         | Wieża Madliena – usytuowana jest w Pembroke. Została zbudowana w 1658 roku. |         |
| Wieża St. Julians |         | Armier Tower |         |
| Wieża Ħamrija |         | Wieża Wardija |         |
| Wieża Triq il-Wiesgħa |         | Wieża Mġarr ix-Xini |         |
| Wieża Bengħisa |         | Wieża Delimara |         |
| Wieża Xrobb l-Għaġin |         | Wieża Żonqor |         |

## Inne istniejące wieże
| Nazwa i opis                                                | Zdjęcie | Nazwa i opis                           | Zdjęcie |
| ----------------------------------------------------------- | ------- | -------------------------------------- | ------- |
| Wieża Isopu                                                 |         | Wieża Mamo                             |         |
| Wieża Cavalier                                              |         | Wieża Ta' Bettina                      |         |
| Wieża Għajn Żnuber                                          |         | Wignacourt Water Tower                 |         |
| Wieża Vendôme – wieżo–reduta (ang tour-reduit) w Marsaxlokk |         | Wieża Birkirkara                       |         |
| Wieża Bubaqra                                               |         | Wieża Xlejli                           |         |
| Wieża Gauci                                                 |         | Wieża Kapitana                         |         |
| Wieża św. Cecylii                                           |         | Wieża Tal-Wejter                       |         |
| Torre dello Standardo                                       |         | Wieża Vincenti                         |         |
| Wieża semaforowa Għargħur                                   |         | Wieża semaforowa Għaxaq                |         |
| Lija Belvedere Tower                                        |         | Dejma Tower – średniowieczna wieżyczka |         |